# Komet Shoemaker-Levy 4
 ali 
Komet Shoemaker-Levy 4 (uradna oznaka je 118P/Shoemaker-Levy 4) je periodični komet z obhodno dobo okoli 6,5 let. 
Komet pripada Jupitrovi družini kometov .

## Odkritje
Komet so odkrili ameriška astronoma Carolyn Jean Spellmann Shoemaker in Eugene Merle Shoemaker  ter kanadski astronom David H. Levy 9. februarja na Observatoriju Palomar v Kaliforniji, ZDA . 

## Lastnosti
Jedro kometa ima premer 4,8 km .
Kometa ne zamenjujmo z znanim kometom Komet Shoemaker-Levy 9 (D/1993 F2), ki je znan po tem, da je padel na Jupiter v letu 1994.